# Jac Holzman
Jac Holzman (* 15. září 1931) byl jednou z nejvlivnějších osob amerického hudebního průmyslu. V roce 1950 založil vydavatelství Elektra Records a v roce 1964 potom Nonesuch Records. Právě Holzman podepsal smlouvu se skupinami The Doors, Love nebo Bread. V roce 2010 získal cenu Ahmeta Erteguna, kterou uděluje Rock and Roll Hall of Fame. Jeho syn Adam Holzman spolupracoval s Milesem Davisem.